# Lepanus furcifer
Lepanus furcifer är en skalbaggsart som beskrevs av Matthews 1974. Lepanus furcifer ingår i släktet Lepanus och familjen bladhorningar. Inga underarter finns listade i Catalogue of Life.